# Scaptomyza amplialata
Scaptomyza amplialata är en tvåvingeart som beskrevs av Takada, Beppu och Masanori Joseph Toda 1979. Scaptomyza amplialata ingår i släktet Scaptomyza och familjen daggflugor. Inga underarter finns listade i Catalogue of Life.